# Catuaba Selvagem
Catuaba Selvagem é uma marca de catuaba vendida no Brasil e que é baseada em vinho tinto enriquecido com extratos de catuaba, marapuama e de guaraná. A bebida é produzida pela Arbor Brasil e foi considerada um sucesso em carnavais no Brasil. Em reportagem da revista Exame, relata-se que o sucesso da bebida teria sido tão arrebatador que a garrafa com a imagem de um homem musculoso tomando uma mulher com estilo de guerreira nos braços teria consolidado, após seis meses, toda uma nova classe de bebidas.

## Rótulo
O rótulo da bebida traz um desenho de autoria do ilustrador brasileiro José Luiz Benício, mais conhecido simplesmente como Benício. O desenho é de 1992 e tem inspiração no personagem Conan, o Bárbaro, mostrando um casal prestes a se beijar.  Além do rótulo da referida catuaba, Benício ilustrou ainda o rótulo do rum Montilla.